# كرايغ تومسون (لاعب كرة قدم بريطاني)
كرايغ تومسون (بالإنجليزية: Craig Thomson)‏ (10 مارس 1995 في المملكة المتحدة - ) هو مدرب كرة قدم ولاعب كرة قدم بريطاني في مركز الوسط. لعب مع سانت جونستون وإلغين سيتي ‏.

## وصلات خارجية
- كرايغ تومسون على موقع قاعدة بيانات كرة القدم.إي يو (الإنجليزية)
- كرايغ تومسون على موقع Soccerbase.com (لاعب) (الإنجليزية)
- كرايغ تومسون على موقع Soccerway.com (الإنجليزية)